# David von Dinant
David von Dinant (* ca. 1160; † nach 1215) war ein scholastischer Lehrer in Paris, über dessen Lebensumstände sehr wenig bekannt ist. Unklar ist sogar, ob sich der Name auf eine Herkunft aus Dinant in Belgien oder (weniger wahrscheinlich) Dinan in der Bretagne bezieht. Zeitweise soll er in Rom am Hofe des Papstes Innozenz III. gelebt haben.

## Lehren und Wirkung
David kann als Begründer eines von der Mystik beeinflussten monistisch-pantheistischen Materialismus gelten: Gott, Geist, Materie seien dem Wesen nach eins. An sich ist alles eins (omnia esse unum simpliciter). Die verschiedenen Formen sind nur sinnliche Erscheinungen dieser einen Substanz. Beeinflusst wurde David durch das neuplatonische Denken des Johannes Scottus Eriugena, durch Solomon ibn Gabirol (Avicebron) und vermutlich auch durch arabische Philosophen; So griff er auch Gedanken des Aristoteles – vor allem die Idee der unzerstörbaren und ewigen Prima materia – auf.
David verfasste um 1210 das Buch De tomis, hoc est de divisionibus (auch Quaternuli genannt), das nur teilweise aus dem Compilatio de novo spiritu des Albertus Magnus sowie durch Zitate bei Thomas von Aquin, der es harsch kritisierte, und Nikolaus von Kues bekannt ist. David postuliert, dass Gott, die Seele bzw. der Geist (noûs) und der Urstoff (principium materiale omnium) einfache ungeformte Realitäten seien, die in sich keine Differenzen aufweisen können. Gott sei et ita unum individuum et immutabile (ein einzelnes unveränderliches Wesen). Sein Buch wurde 1210, also zur Zeit des Albigenserkreuzzugs, gleichzeitig mit der des Amalrich von Bena durch ein regionales Konzil in Paris unter dem Vorsitz des Erzbischofs von Sens als häretisch verdammt und verbrannt. 1215 erneuerte der päpstliche Legat und Kardinal Robert von Courson das Verbot, wohl nicht nur wegen der pantheistischen Ideen, sondern auch wegen Davids Rezeption des Aristoteles, dessen Physik und andere Schriften gerade erst durch Übersetzung aus dem Arabischen bekannt geworden waren und der Schöpfungslehre widersprachen. David musste aus Paris fliehen; sein weiteres Schicksal ist unbekannt.

## Werke
- Quaternuli („Hefte“). Fragmente, hrsg. von Marianus Kurdzialek als Davidis de Dinanto Quaternulorum fragmenta. Warschau 1963.